# Пасуан
Пасуанът, известен също като Душад, са общност на Далит от Източна Индия .  Те се срещат главно в щатите Бихар,  Утар Прадеш и Джаркханд . Думата урду Пасуан означава бодигард или „този, който защитава“. Произходът на думата, според вярванията на общността, се крие в участието им в битката срещу Сирадж-уд-даула, Навабът на Бенгалия по нареждане на британската източноиндийска компания, след което те бяха възнаградени с поста Чоукидарс и лати, притежаващи бирник за Заминдарите . Те следват определени ритуали като ходене по огън, за да отстояват своята доблест. 

## Етимология
Пасваните твърдят, че произхождат от редица народни и епични персонажи, за да търсят издигане в социалния си статус. Някои Пасуан вярват, че те произхождат от Раху, свръхчовек и една от планетите в индуистката митология, докато други твърдят, че произхождат от Душасана, един от принцовете на Каурава. Твърденията относно произхода от „Гахлот Кшатрия“ също са постоянни сред някои от кастемените, но други гледат на такива твърдения с презрение, тъй като не обичат да бъдат свързани с Раджпут . 
Някои бухухари също твърдят, че те са потомци на кръстосани бракове между мъже и жени от две различни касти. Общността на Пасуан обаче отхвърля тези теории и твърди, че произходът на името „Душад“ се крие в Душад, което означава „трудно да бъде победен“.

## История
Те се считат за недосегаема общност.  В Бихар те са предимно безземни, земеделски работници и в историята са били селски пазачи и пратеници.  Преди 1900 г. те също отглеждат свине, особено в Утар Прадеш и Бихар. Пасваните защитават окупацията на отглеждането на свине, като го посочват като стратегия за противодействие на мюсюлманите. Те твърдят, че за да се предпазят от мюсюлмани, момичетата от Пасуан носели амулети, направени от кости на свине и държали прасета пред вратите си, предвид враждебността на мюсюлманите със свине. Тъй като Раджпути от Раджастан също отглеждат, както и ловуват диви прасета, този факт се използва от тях за защита на тази окупация, което се потвърждава от факта, че след края на системата на Zamindari традиционната професия да служи като охрана не може да осигури препитание тях. 
Пасваните също са били исторически свързани с военни преследвания  и много от тях са се биели от името на Източноиндийската компания през 18 век в Бенгалската армия.  Преброяването на населението на Индия през 2011 г. в Утар Прадеш показа, че населението на Пасуан, което е класифицирано като Каста по график, е 230 593.  Същото преброяване показва население от 4 945 165 в Бихар. 
Народен герой пасвани е Шоухарм. Във фолклора на пасван е добре позната историята на Чаухармал и Решма. Решма, Дъщерята на могъщия земевладелец от Бхумихар, убеждава Шохармал да се ожени за нея, въпреки желанието на баща ѝ. В крайна сметка Chauharmal се изправя срещу бащата на любимата си и го побеждава, символизирайки победата на общността над тях потисници Други версии на тази история отхвърлят това вдъхновяващо послание, като твърдят, че Чаухармал е роден в семейството на брамин в предишното раждане, докато Решма е роден като негова съпруга.
Освен Чаухармал Баба, някои Душад също почитат Гаурия Баба. Този народен герой според техните устни традиции е съвременник на властта на Моголите в Индия. Според фолклорите той е яздил кон и е защитавал не само собствените си кастемени, но и останалите индуисти, включително раджпутите, от нападението на моголските войници и насилственото приемане на исляма . Баба погребвал главата на прасето пред къщата си, която се намирала в покрайнините на селото. Тъй като прасетата са анатема за мюсюлманите, то предпазва селото от набезите на моголски войници, които са предимно мюсюлмани. 